# Tumore mediastinico
Un tumore mediastinico è una neoplasia che coinvolge il mediastino, la cavità che separa i due polmoni dal resto del torace in cui si trovano il cuore, l'esofago, la trachea, il timo e l'aorta. Le masse mediastiniche più comuni sono i tumori neurogeni (20% dei tumori mediastinici), solitamente presenti nel mediastino posteriore, seguiti dai timomi (15-20%) localizzato nel mediastino anteriore. Il cancro del polmone si diffonde tipicamente ai linfonodi nel mediastino.
Il mediastino è suddiviso in tre parti principali: il mediastino anteriore, il mediastino medio e il mediastino posteriore (posteriore). Le neoplasie della porzione anteriore possono includere il timoma, il linfoma, il feocromocitoma, i tumori delle cellule germinali incluso il teratoma, quelli del tessuto tiroideo e lesioni paratiroidee. Le neoplasie che si sviluppano in quest'area hanno maggiori probabilità di essere maligne rispetto a quelle delle altre parti.
Le masse nella porzione posteriore del mediastino tendono ad essere di origine neurogena e negli adulti sono hanno soprattutto origine dalla guaina neurale, compresi i neurinomi e i neurofibromi.